# Akó
Akó (japonsky 赤穂市, Akó-ši) je město na jihozápadě prefektury Hjógo v regionu Kansai (Kinki) na ostrově Honšú v Japonsku. K 31. 5. 2022 v něm žilo téměř 46 000 obyvatel v 20 563 domácnostech. Při rozloze 126,85 km2 to znamená 360 obyvatel na km2.

## Poloha
Akó leží v nejjihozápadnější části prefektury Hjógo, východně od města Okajamy a západně od města Himedži na jižním pobřeží Honšú, největšího japonského ostrova, na severním břehu Vnitřního moře. Nachází se na hranici prefektur Hjógo a Okajama, která rovněž rozděluje oblasti Kinki a Čúgoku. Na každé straně této hranice vzkvétaly kultury starých provincií Harima a Bizen, jež jsou dnes městy Akó a Bizen (s výjimkou bývalé vesnice Fukukawa, která je dnes součástí Akó, ale dříve patřila do provincie Bizen). Proto se nářečí na obou stranách hranice dodnes liší. Středem města Akó protéká řeka Čikusa, jež skrze rameno řeky Karija tvoří vodní příkop hradu Akó. Centrální část města kolem hradu byla vybudována na náplavové rovině řeky Čikusy. Část města se nachází na území Národního parku Setonaikai.

### Sousední města
Prefektura Hjógo
- Aioi
- Kamigóri

Prefektura Okajama
- Bizen

## Historie
Akó, jež bývalo součástí provincie Harima, bylo osídleno přinejmenším od časů období Džómon. Na území města se nacházejí četné pozůstatky z následujících období Jajoi a Kofun. Během období Edo bylo Akó centrem stejnojmenného knížectví, jež bylo vyhlášené těžbou vysoce kvalitní soli. Od roku 1575, poté co zde začal Hideie Ukita budovat hrad, se Akó stalo hradním městem. Kolem roku 1600 připadlo toto sídlo klanu Ikedů, v roce 1645 je získal klan Asanů. Nejznámějším příslušníkem tohoto klanu byl třetí daimjó Naganori Asano (1667–1701), jehož smutný konec byl důvodem pomsty 47 róninů. Roku 1702 přešlo Akó nakrátko do vlastnictví klanu Nagaiů, načež ho v roce 1706 obdržel klan Moriů, jehož příslušníci zde vládli až do roku 1871, kdy byl v rámci reforem Meidži zrušen systém lenních držav (han).
Samosprávné Akó bylo zřízeno při vytvoření moderního systému městských samospráv 1. dubna 1889. Status města získalo 1. září 1951.

## Samospráva
Město řídí 18členná městská rada s přímo voleným starostou a má svého zástupce ve Shromáždění prefektury Hjógo. V dolní komoře japonského parlamentu je zastoupeno prostřednictvím 12 poslanců prefektury Hjógo. 

## Ekonomika
Akó je tradičně známé těžbou vysoce kvalitní soli, jež byla odedávna jeho hlavním výrobním odvětvím. Dalšími významnými odvětvími jsou dnes lehký průmysl, námořní rybolov a zemědělství. Významným zdrojem příjmů je díky příběhu o 47 róninech rovněž turistika.

## Školství
Ve městě je 10 veřejných základních škol a 5 nižších středních škol, které řídí městská správa, a 1 veřejná střední škola řízená Školským odborem prefektury Hjógo. Prefektura rovněž spravuje speciální školu pro postižené děti. Sídlí zde také Univerzita sociálního zabezpečení regionu Kansai založená v roce 1997. 

## Doprava

### Železnice
JR West – hlavní trať Sanjó (山陽本線, Sanjó honsen)
- nádraží Une

 JR West – trať Akó (赤穂線, Akó sen)
- nádraží Sakoši, nádraží Banšú-Akó, nádraží Tenwa, nádraží Bizen-Fukukawa

### Silniční doprava
- dálnice Sanjó (Sanjó Expressway, 山陽自動車道, Sanjó Džidóšadó)
- národní silnice č. 2 (国道2号, Kokudó Nigó)
- národní silnice č. 250
- národní silnice č. 373

## Pamětihodnosti
- Hrad Akó – národní historická památka

## Zajímavost
Na památku 47 róninů, kteří pomstili svého pána Naganoriho Asana, se ve městě každoročně 14. prosince pořádá slavnost Akó Giši-sai. V den festivalu jsou všechny základní a střední školy ve městě uzavřeny a studenti jsou zváni k účasti na jedné ze sportovních a uměleckých soutěží nebo průvodů. 

### Přehlídka Akó Giši-sai

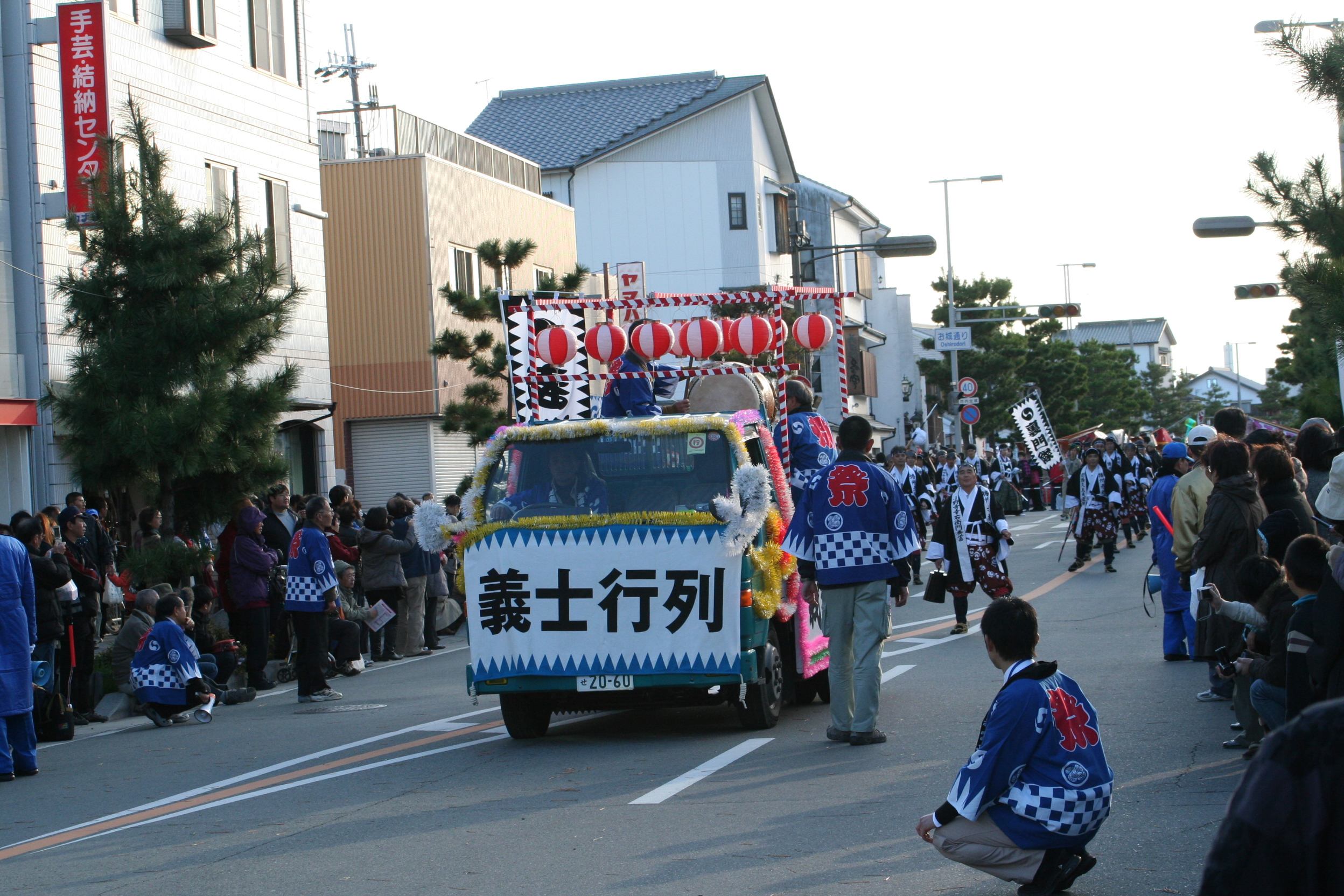
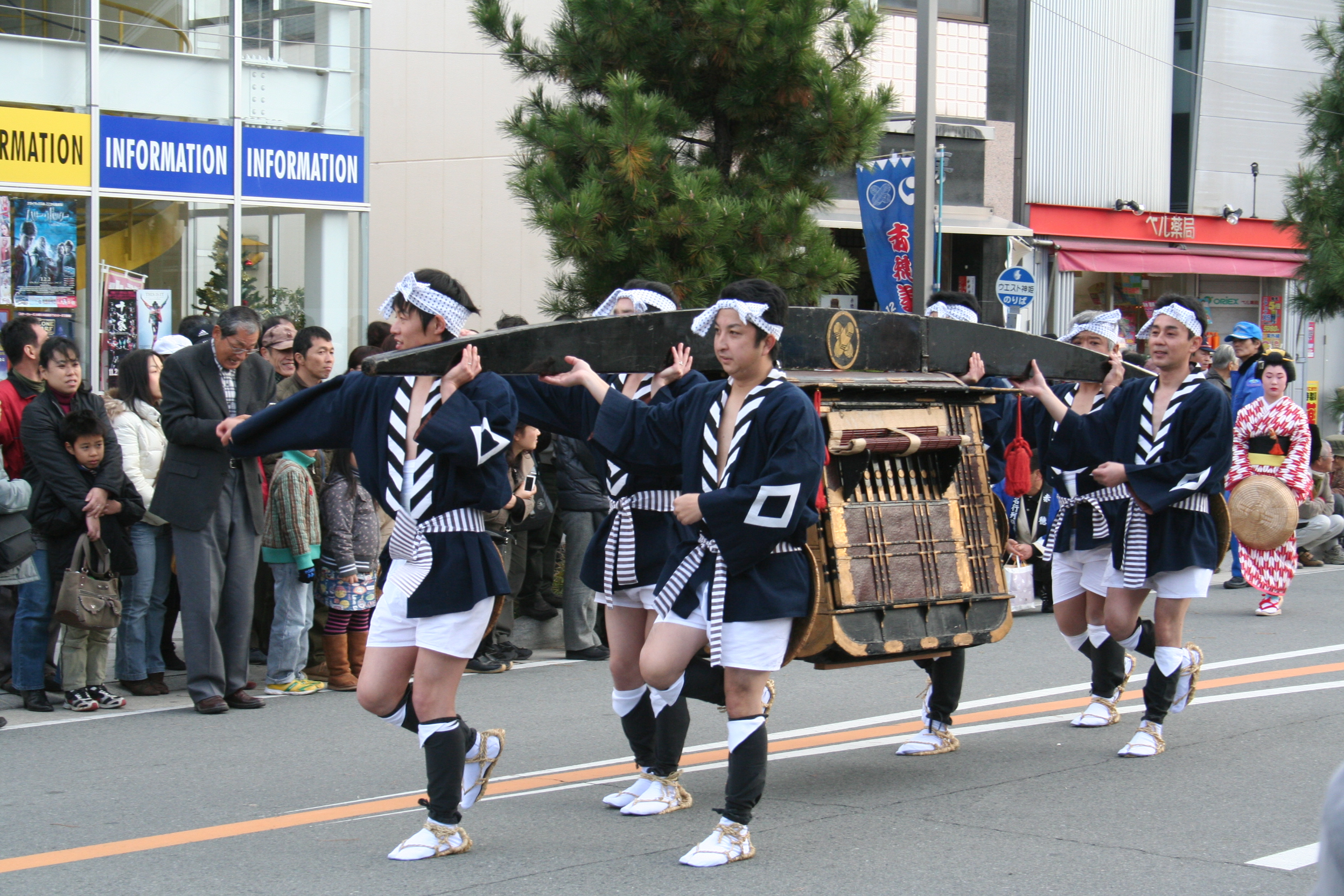
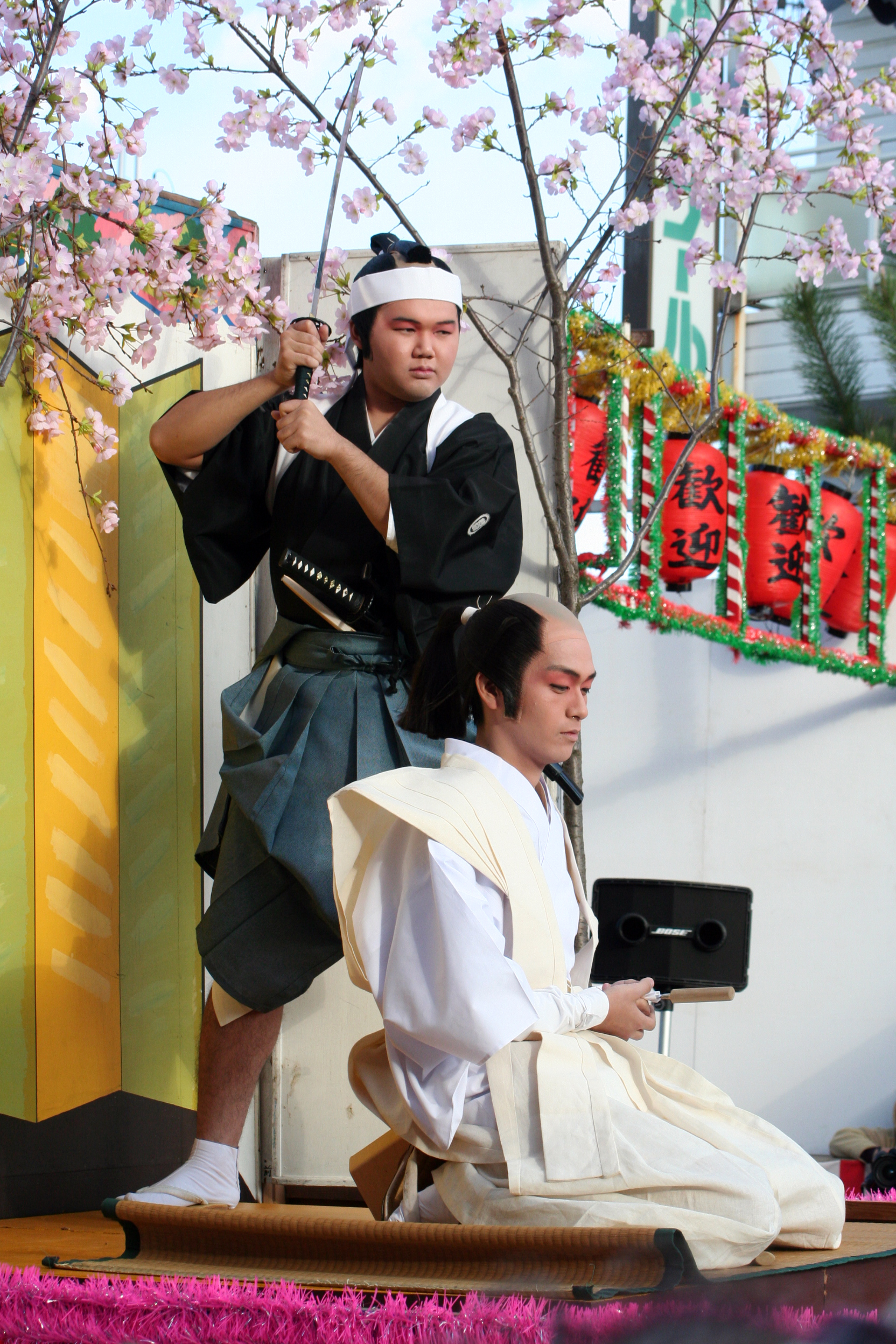
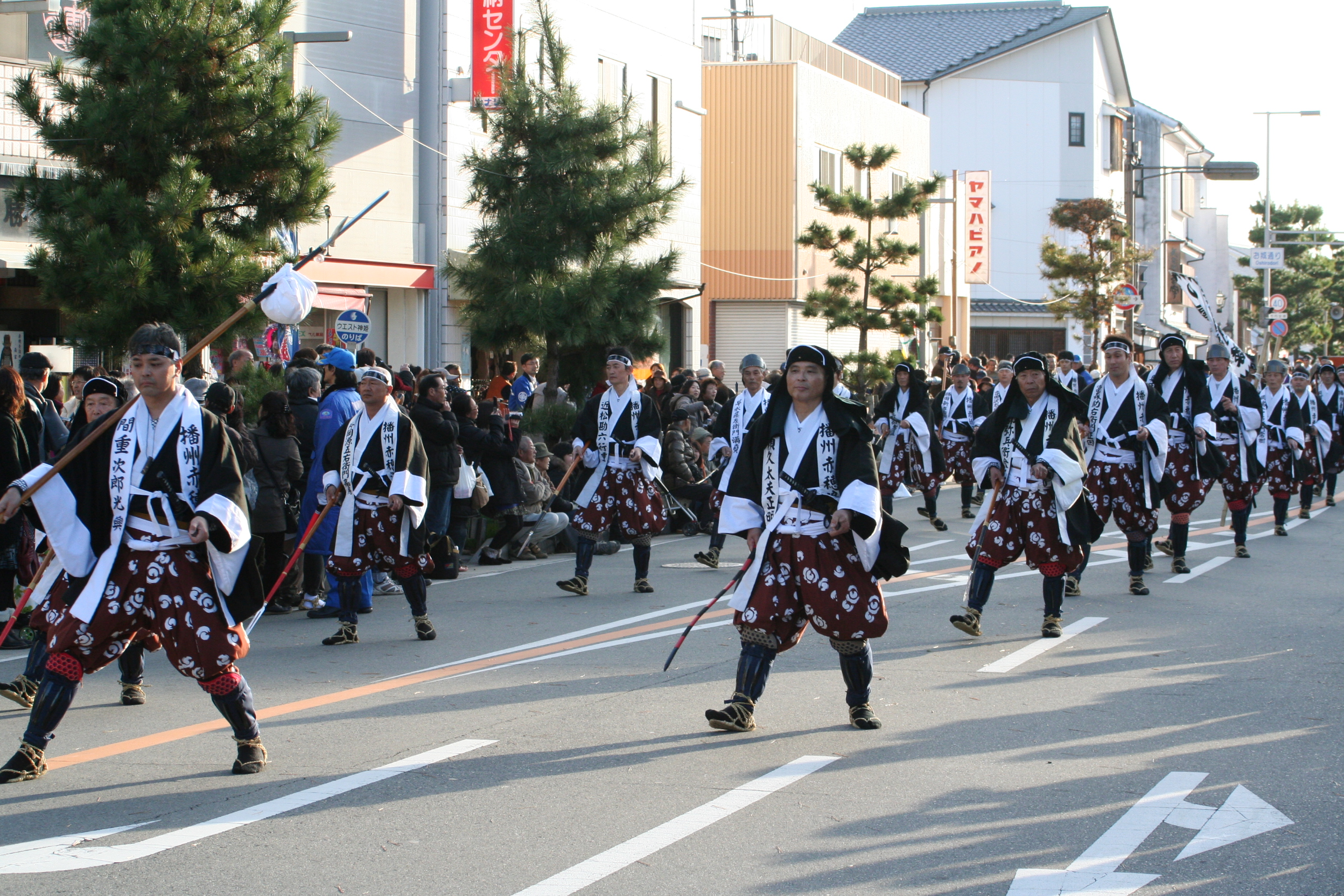
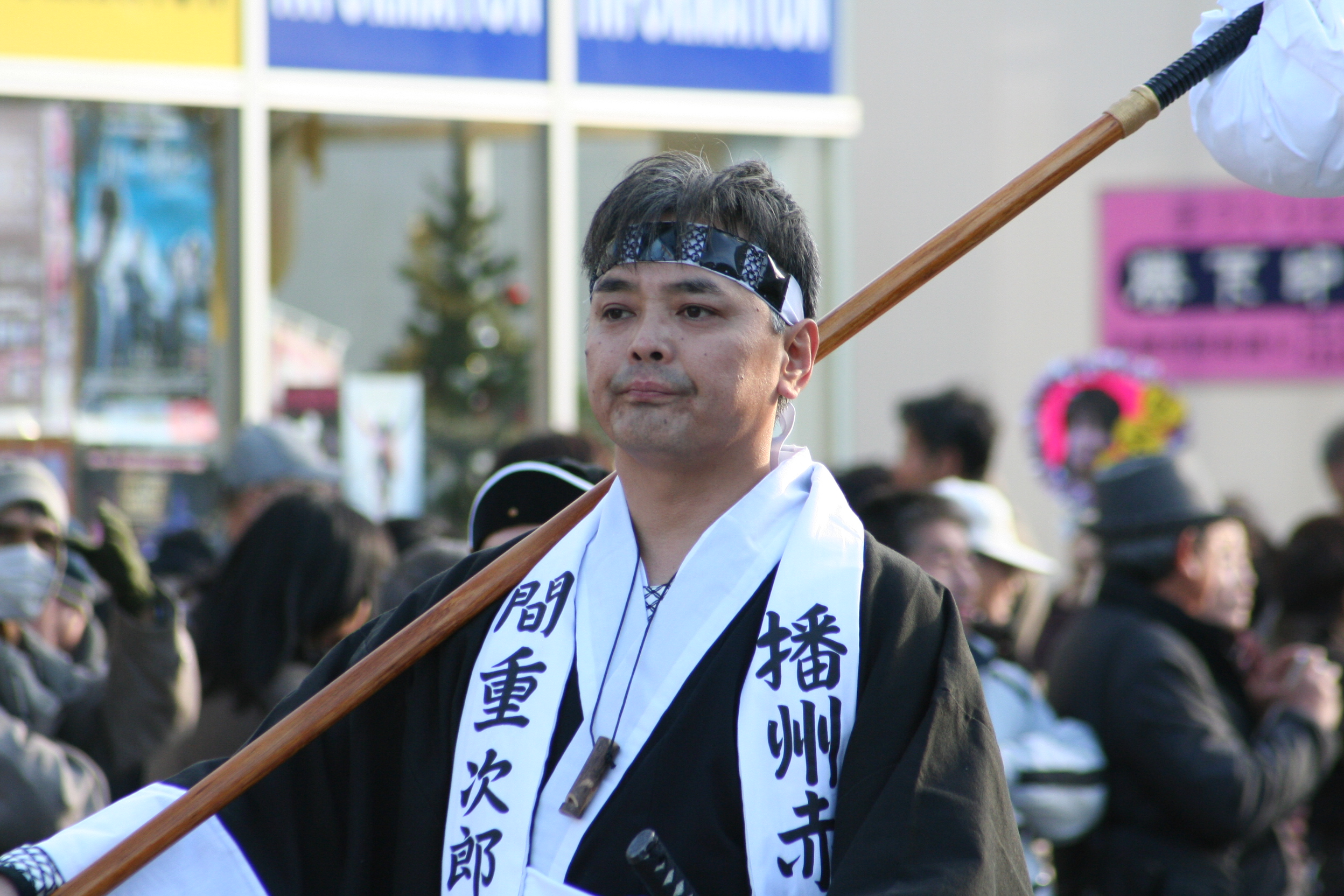